# Mykoła Hawryluk
Mykoła Hryhorowycz Hawryluk, ukr. Микола Григорович Гаврилюк, ros. Николай Григорьевич Гаврилюк, Nikołaj Grigorjewicz Gawriluk (ur. 12 marca 1922 na Bukowinie, Królestwo Rumunii, zm. 12 października 1983 w Kundu-Antalya, Turcja) – ukraiński piłkarz, grający na pozycji pomocnika, trener piłkarski.

## Kariera piłkarska
W 1944 rozpoczął karierę piłkarską w klubie Dynamo Kijów. W 1946 powrócił do Czerniowiec, gdzie dołączył do miejscowego Spartaka. W 1948 ponownie został piłkarzem Dynama Kijów, w którym zakończył karierę piłkarza w roku 1951.

## Kariera trenerska
Po zakończeniu kariery piłkarza rozpoczął pracę szkoleniowca. Najpierw trenował amatorski zespół Szachtar Nowowołyńsk. W drugiej połowie sezonu 1960 prowadził Wołyń Łuck.
12 października 1983 zmarł w tureckiej miejscowości Kundu w Antalyi w wieku 61 lat.

## Sukcesy i odznaczenia

### Sukcesy piłkarskie
Dynamo Kijów
- zdobywca Pucharu ZSRR: 1948